# Charles Augustus Milverton
Charles Augustus Milverton (engelska: The Adventure of Charles Augustus Milverton) är en av Sir Arthur Conan Doyles 56 noveller om detektiven Sherlock Holmes. Det är en av 13 noveller i novellsamlingen "The Return of Sherlock Holmes". 

## Handling

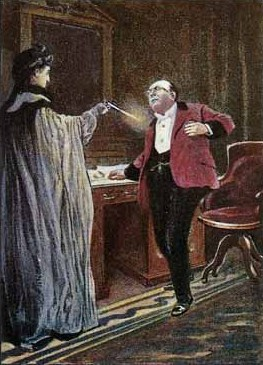
Milverton mördas

Holmes anlitas av lady Eva Blackwell för att återta komprometterande brev från en utpressare, Charles Augustus Milverton. Holmes förhandlar med Milverton som kräver ett högt pris för breven - ett pris som är långt högre än lady Blackwell kan betala. Han menar nämligen att han skulle göra goda affärer på att statuera ett exempel med lady Blackwell. Om han skulle avslöja henne skulle flera andra lättare kunna övertalas att betala.
Holmes, som håller Milverton moraliskt sett väldigt lågt, beslutar sig för att ta tillbaka breven vad det än krävs. Han klär ut sig till rörmokare för att ta reda på Milvertons dagliga rutiner och lära sig mer om hans hus och hushåll. När Holmes vet tillräckligt ger sig han och doktor Watson ut för att begå inbrott hos Milverton. De bryter sig in och Holmes öppnar Milvertons kassaskåp. Just då kommer Milverton - som enligt Holmes studier normalt sett skulle sova - in i rummet. Holmes och Watson gömmer sig medan Milverton har ett möte med en nattlig gäst, som säger sig vara villig att sälja Milverton vissa brev. I själva verket är besökaren ett av Milvertons tidigare offer. Hon skjuter honom och stampar honom sedan i ansiktet. Watson vill först ingripa, men Holmes lugnar honom och de blir kvar i sitt gömställe. Holmes menar att rättvisa skipas. Kvinna flyr. Holmes tar sig tid att bränna Milvertons arkiv, trots att huset är i uppror och de riskerar att bli gripna. Holmes och Watson flyr och undkommer med nöd och näppe.
Nästa morgon kommer kommissarie Lestrade på besök till Holmes och ber om hjälp att utreda mordet på Charles Augustus Milverton. Han menar att mordet troligen begåtts av två inbrottstjuvar som vittnen berättat om. Lestrade beskriver den enas signalement som "medelålders, med mustasch, bred nacke, muskulärt byggd..." varvid Holmes svarar att beskrivningen är så vag att den till och med skulle kunna innefatta Watson. Holmes nekar sedan till att hjälpa till. Hans sympatier är - i detta fall - med förövarna. 
Holmes avslöjar sedan för Watson vem mördaren är.

## Bakgrund
Karaktären Charles Augustus Milverton bygger på en verklig person, Charles Augustus Howell, som var en utpressare som dött på 1890-talet under mystiska omständigheter.

## Filmatisering
Novellen har filmatiserats 1992 med Jeremy Brett i huvudrollen.